# Chrysogorgia cavea
Chrysogorgia cavea is een zachte koraalsoort uit de familie Chrysogorgiidae. De koraalsoort komt uit het geslacht Chrysogorgia. Chrysogorgia cavea werd in 1913 voor het eerst wetenschappelijk beschreven door Kinoshita.